# 陳良軸
陳良軸（1556年—1584年），字鳳父，號豫亭，江西南昌府新建縣人，民籍，明朝政治人物。

## 生平
萬曆元年（1573年）癸酉科江西鄉試第三十名舉人，十一年（1583年）中式癸未科會試第八名，三甲第八十二名進士。改翰林院庶吉士，十二年（1584年）卒。

## 家族
曾祖陳經；祖父陳憲忠；父陳炯，儀賓。母苕溪鄉君。具慶下。